# Jupp Gesing
Jupp Gesing (eigentlich Josef Gesing; * 14. Juli 1922 in Herne; † 11. April 1998 ebenda) war ein deutscher Glasmaler und Glaskünstler.

## Leben

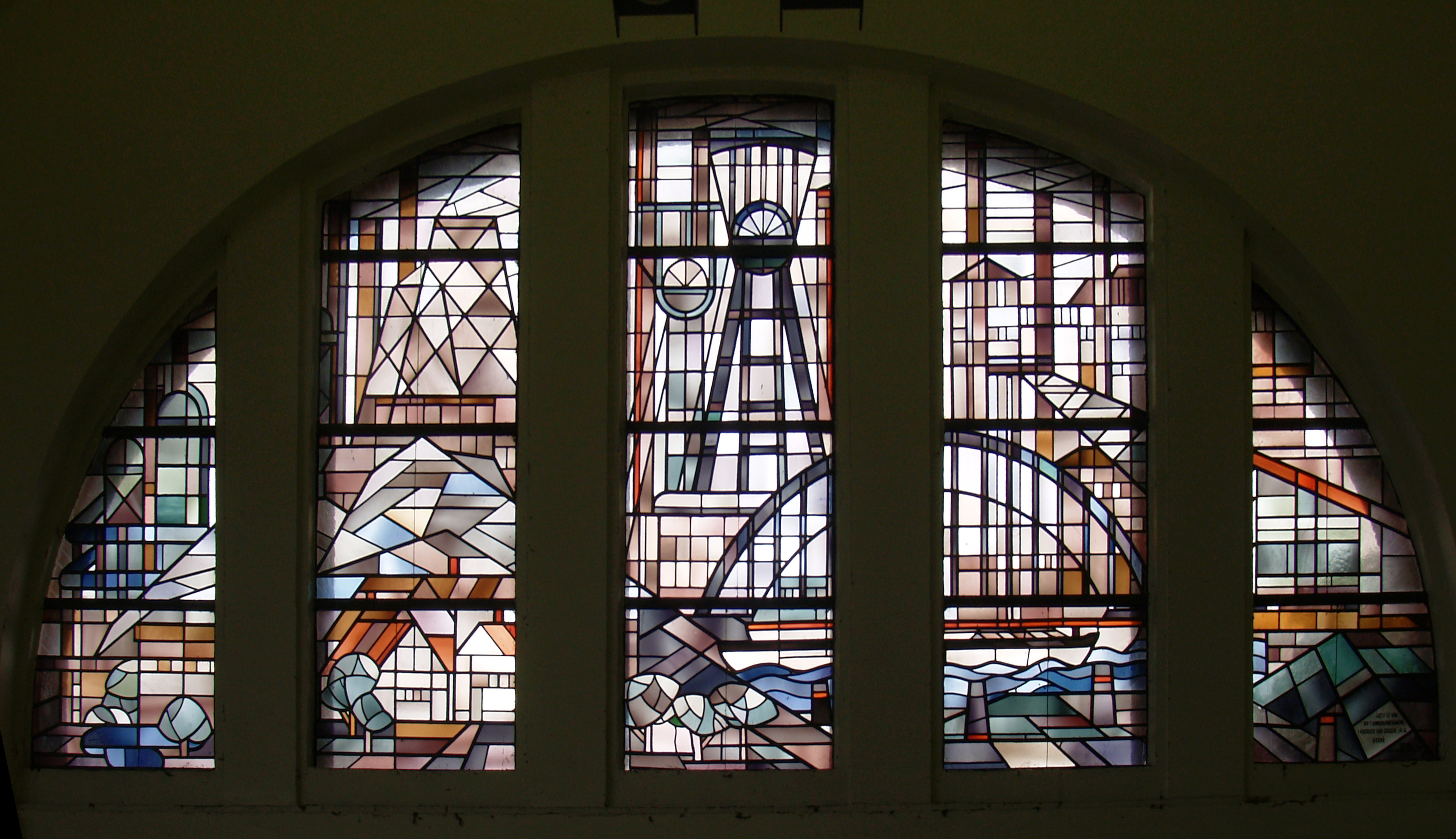
Bildfenster im Bahnhof Herne

Josef „Jupp“ Gesing besuchte von 1928 bis 1936 die Volksschule. Von 1935 bis 1936 war er Mitglied in der Hitlerjugend und von 1941 bis 1942 im Reichsarbeitsdienst. Nach der Schule absolvierte er von 1936 bis 1941 eine Lehre als Werbegraphiker und Schaufenstergestalter bei der Firma Leitner&Co. / Firma Lewecke Herne mit dem Lehrabschluss 1939. Gleichzeitig besuchte er Abendkurse an der Kunstgewerbeschule Dortmund in den Fächern Freihandzeichnen, Modezeichnen und Schriftgestaltung. Gesing war dreieinhalb Jahre Mitglied der Deutschen Arbeitsfront (DAF). Er wurde 1941 zum Kriegsdienst eingezogen und geriet 1943 in Kriegsgefangenschaft.
Nach seiner Rückkehr wurde er 1946 mit seinem Bruder Hermann Gesing Gründungsmitglied der 1. Herner Künstlergruppe. Von 1946 bis 1950 studierte er an der Kunstakademie Düsseldorf die Fächer Bühnenbild, Glasmalerei, Malerei und Zeichnen. 1950 wurde er dort Meisterschüler von Walter von Wecus. Gesing gründete 1951 sein eigenes Atelier in Herne und war seitdem als freischaffender Künstler in den Bereichen Malerei, Glasmalerei, Grafik, Mosaik und Sgraffito tätig. Ab 1990 war er Gründungsmitglied des Herner Künstlerbundes „90“ und von 1993 bis 1995 dessen Vorsitzender.
1998 starb Gesing in Herne. Die von ihm gegründete Werkstatt existiert noch immer unter seinem Namen und wird von seinem Sohn Christoph weitergeführt. Der deutsche Unternehmensberater und Buchautor Rei Gesing ist ein Großneffe Jupp Gesings.

## Werk
Neben Blei-, Farbstift- und Kreidezeichnungen fertigte Gesing in den 1950er Jahren zunehmend gegenständliche Ölbilder. Ab den 1960/1970er Jahren entwickelte sich seine Arbeit zu post-impressionistischer Öl- und Temperamalerei und schließlich zu abstrakt-bewegten Formen, die sich ab den 1990er Jahren als blockartige Farbkompositionen in seinen Bildern finden.
Zwischen 1953 und 1990 waren Glasmalereien Gesings zweites Arbeitsfeld. 1953 gestaltete er für den Herner Bahnhof ein großes, halbrundes Fenster und 1956 für die katholische Kirche in Trondheim, Norwegen. In Folge schuf er über 200 Fenster für Profan- und neue und historische Sakralbauten in Deutschland. Nach 1987 wandte er sich wieder verstärkt der Malerei zu.

### Glasfenster
| Ort                         | Kirche / Kapelle                                                    | Ausführende Glaswerkstatt | Jahr           | Quellen       |
| --------------------------- | ------------------------------------------------------------------- | ------------------------- | -------------- | ------------- |
| Aachen                      | Synagoge                                                            |                           | 1957           |               |
| Allagen                     | Pfarrkirche St. Johannes Baptist                                    |                           | 1986           |               |
| Brilon-Alme                 | Friedhofskapelle                                                    | Peters (Paderborn)        | 1972           |               |
| Almert                      | Kapelle St. Hubertus                                                |                           | 1980           |               |
| Brilon-Altenbüren           | Pfarrkirche St. Johannes und St. Agatha                             | Peters (Paderborn)        | 1978           |               |
| Rüthen-Altenrüthen          | Pfarrkirche St. Gervasius und Protasius                             | Peters (Paderborn)        | 1976           |               |
| Anröchte                    | Frankenkapelle                                                      | Peters (Paderborn)        | 1975           |               |
| Anröchte-Mellrich           | St. Antomius in Uelde                                               |                           | 1984?          |               |
| Arnsberg-Neheim-Hüsten      | Pfarrkirche St. Michael                                             | Koll (Bottrop)            | 1981           | [ 6 ]         |
| Bad Sassendorf-Ostinghausen | St. Christopherus                                                   | Knack (Münster)           | 1984/1985      |               |
| Benolpe                     | Pfarrkirche St. Elisabeth                                           |                           | 1959           |               |
| Bestwig                     | Pfarrkirche Christ König                                            | Peters (Paderborn)        | 1978           |               |
| Bilstein                    | Kath. Pfarrkirche                                                   | Peters (Paderborn)        | 1959           |               |
| Bocholt                     | Klosterkirche                                                       | Peters (Paderborn)        | 1970           |               |
| Bochum                      | Krankenhauskapelle Bergmannsheil                                    | Knack (Münster)           | 1984           |               |
| Brilon-Wald                 | Pfarrkirche St. Josef                                               | Peters (Paderborn)        | 1974           |               |
| Brilon                      | Altenheim-Kapelle                                                   |                           | 1984           |               |
| Brilon-Wülfte               | Filialkirche St. Anna                                               | Peters (Paderborn)        | 1974           |               |
| Castrop-Rauxel              | Pfarrkirche St. Antonius (Antoniusfenster)                          | Knack (Münster)           | 1986           |               |
| Castrop-Rauxel              | Pfarrkirche Hl. Schutzengel                                         | Knack (Münster)           | 1978           |               |
| Castrop-Rauxel              | Pfarrkirche St. Lambertus                                           | Knack (Münster)           | 1984           | [ 7 ] [ 8 ]   |
| Dortmund-Aplerbeck          | Kapelle im Altenheim St. Ewaldi                                     | Knack (Münster)           | 1987           |               |
| Eslohe-Niederlandenbeck     | St. Mariä Heimsuchung                                               | Knack (Münster)           | 1977           |               |
| Essen-Borbeck               | St. Maria Immaculata (2007 profaniert, 2014 abgerissen)             |                           | 1955           |               |
| Gütersloh                   | Pfarrkirche Christkönig                                             | Knack (Münster)           | 1980           | [ 9 ]         |
| Hamm-Rhynern                | Pfarrkirche St. Regina                                              |                           | 1986?          | [ 10 ]        |
| Herne                       | Bildfenster im Herner Bahnhof                                       |                           | 1953           |               |
| Herne                       | Pfarrkirche Herz-Jesu                                               |                           | 1953–1956      |               |
| Herne                       | Pfarrkirche St. Elisabeth                                           |                           | 1955, 1990     | [ 11 ] [ 12 ] |
| Herne                       | Fenstergestaltung im Konferenzsaal der Herner Sparkasse             |                           | 1969           | [ 11 ]        |
| Herne-Sodingen              | St. Peter und Paul, Herne-Börnig                                    |                           | ca. 1982       | [ 13 ]        |
| Iserlohn-Letmathe           | Pfarrkirche St. Kilian                                              |                           | 1975?          |               |
| Lübbecke                    | St. Johannes Baptist (Schiff, Marienkapelle)                        | Knack (Münster)           | 1981           |               |
| Lügde                       | Pfarrkirche St. Kilian                                              |                           | 1976           | [ 14 ]        |
| Marsberg-Oesdorf            | Pfarrkirche St. Johannes Baptist (Fenster im Eingang)               | Knack (Münster)?          | 1982?          |               |
| Medebach-Deifeld            | Pfarrkirche St. Johannes Baptist                                    | Donat (Datteln)           | 1975           |               |
| Möhnesee-Körbecke-Neuhaus   | Kapelle im Jagdschloss St. Meinolf                                  | Knack (Münster)           | 1982 oder 1987 |               |
| Oestinghausen               | Pfarrkirche St. Stephanus                                           | Knack (Münster)           | 1978           | [ 15 ]        |
| Olsberg-Assinghausen        | Pfarrkirche St. Katharina (Chorfenster und Engelfenster im Eingang) | Knack (Münster)?          | 1973           | [ 16 ]        |
| Olsberg-Bigge               | Kapelle im Josefsheim                                               | Knack (Münster)           | 1976           |               |
| Olsberg-Bigge               | Pfarrkirche St. Martin                                              | Peters (Paderborn)        | 1971           |               |
| Paderborn                   | Dom (Kapitelsaal?, Umgestaltung der Fenster von Keusch?)            | Peters (Paderborn)        |                | [ 17 ]        |
| Paderborn                   | Dom (kleines Fenster unter dem großen Ostfenster)                   | Peters (Paderborn)        | 1979/1980      |               |
| Paderborn                   | Kapelle im Mutterhaus der Schwestern der christlichen Liebe         | Peters (Paderborn)        | 1978           |               |
| Paderborn                   | Kapelle im Haus Mallinckrott                                        | Knack (Münster)           | 1982           |               |
| Poppenhausen                | Pfarrkirche St. Georg                                               |                           |                |               |
| Rietberg                    | Pfarrkirche St. Johannes Baptist                                    | Knack (Münster)           | 1974           |               |
| Schloss Holte-Stukenbrock   | Pfarrkirche St. Ursula                                              | Hertel (Lippstadt)        | 1975           |               |
| Schmallenberg-Almert        | Kapelle St. Maria Magdalena                                         | Knack (Münster)           | ca. 1980?      |               |
| Schmallenberg-Fleckenberg   | Pfarrkirche St. Antonius der Einsiedler                             | Knack (Münster)           | 1974           |               |
| Schmallenberg-Oberkirchen   | Friedhofskapelle                                                    | Knack (Münster)           | ca. 1978?      |               |
| Schmallenberg-Oberkirchen   | Kapelle in Winkhausen                                               | Knack (Münster)           | 1980           |               |
| Warburg                     | St. Marien (Fenster in der Marienkapelle)                           | Peters (Paderborn)        | 1975           |               |
| Warburg-Ossendorf           | Pfarrkirche St. Johannes Enthauptung                                |                           | ca. 1974       | [ 18 ]        |
| Weseke                      | Pfarrkirche St. Ludgerus                                            |                           | 1963–1966      | [ 19 ]        |
| Winterberg-Grönebach        | Kapelle im Marienheim                                               | Knack (Münster)           | 1982           |               |
| Witten                      | Pfarrkirche St. Franziskus                                          | Knack (Münster)           | 1983           | [ 20 ]        |
| Wünnenberg                  | Pfarrkirche St. Antonius von Padua                                  | Knack (Münster)           | 1977           |               |

## Ausstellungen (Auswahl)
- 1949: 1. Herbstausstellung der Herner Künstlergruppe im Wirtschaftsamt (Gruppenausstellung = G)
- 1950: 2. Herbstausstellung der Herner Künstlergruppe (G)
- 1951: Museum am Ostwall, Dortmund (G)
- 1953: Kunsthalle Recklinghausen (G)
- 1956: Winterausstellung Bildender Künstler von Nordrhein-Westfalen, Düsseldorf (G)
- 1965: Heimathaus des Emschertal-Museums, Herne (G)
- 1968: Entwürfe von Kirchenfenstern, Sparkasse Herne (Einzelausstellung = E)
- 1969: Heimathaus des Emschertal-Museums, Herne (E)
- 1970: Katholische Akademie Schwerte (G)
- 1974: Schloss Lembeck, Glasmalerei (G)
- 1980: Städtische Galerie des Emschertal-Museums, Herne (E)
- 1980/1981: Dorstener Kunstverein, Kreissparkasse am Markt, Dorsten (E)
- 1982: Volkshochschule im Haus am Grünen Ring, Wanne-Eickel (E)
- 1983: Galerie „Fraiche“, Paris (G)
- 1984: Bochumer Künstlerbund, Museum Bochum (G)
- 1985: „Bilder zur Bibel“, Pfarrkirche St. Peter und Paul, Herne-Sodingen (E)
- 1987: Handzeichnungen, Galerie Schollbrockhaus, Herne (E)
- 1987: Rathaus-Galerie am Europaplatz, Castrop-Rauxel (E)
- 1991: Herner Künstlerbund, Pavillon am Verweilplatz, Herne (E)
- 1991: Landeskulturtage Nordrhein-Westfalen „Revier-Landschaft / Stadt-Landschaft / Kunst-Landschaft“, Städtische Galerie, Herne (G)
- 1998: DUO. Jupp Gesing (Ölbilder), Ulla Potthoff (Papierarbeiten), Städtische Galerie, Herne (G)[5]